# Список глав государств в 409 году
Список глав государств в 408 году — 409 год — Список глав государств в 410 году — Список глав государств по годам

## Америка
- Мутульское царство (Тикаль) — Яш-Нун-Айин I, царь (378 — 414)

## Азия
- Великая Армения — Врамшапух, царь (389 — 414)
- Гассаниды — аль-Ну'ман III ибн Амр, царь (391 — 418)
- Дханьявади — Тюрия Вунна, царь[англ.] (375 — 418)
- Жужаньский каганат — Юйцзюлюй Шэлунь, каган (402 — 410)
- Иберия:
  - Фарсман IV, царь (406 — 409)
  - Мирдат IV, царь (409 — 411)
- Индия:
  - Вакатака — Праварасена II, махараджа (400 — 440)
  - Гупта — Чандрагупта II, махараджа (380 — 415)
  - Кадамба — Багитарха, царь (390 — 415)
  - Паллавы (Анандадеша) — Скандаварман III, махараджа (400 — 436)
- Кавказская Албания — Асай, царь (399 — 420)
- Камарупа — Балаварман, царь (398 — 422)
- Китай (Период Шестнадцати варварских государств):
  - Восточная Цзинь:
    - Ан-ди (Сыма Яо), император (397 — 403, 404 — 419)
    - Лю Юй, регент (404 — 419)

  - Западная Лян — Ли Гао, император (400 — 417)
  - Западная Шу — Цяо Цзун, император (405 — 413)
  - Поздняя Цинь — Яо Син, император (394 — 416)
  - Поздняя Янь:
    - Мужун Юнь, император (407 — 409)
    - в 409 году преобразована в Северную Янь

  - Северная Вэй:
    - Дао У-ди (Тоба Гуй), император (386 — 409)
    - Мин Юань-ди (Тоба Сы), император (409 — 423)

  - Северная Лян — Цзюйцюй Мэнсюнь, император (401 — 433)
  - Северная Янь — Фэн Ба, император (409 — 430)
  - Ся — Хэлянь Бобо, император (407 — 425)
  - Южная Лян — Туфа Жутань, император (402 — 414)
  - Южная Янь — Мужун Чао, император (405 — 410)
- Корея (Период Трех государств):
  - Конфедерация Кая — Чваджи, ван (407 — 421)
  - Когурё — Квангэтхохо, тхэван (391 — 413)
  - Пэкче — Чонджи, король (405 — 420)
  - Силла — Сильсон, марипкан (402 — 417)
- Лахмиды (Хира) — аль-Ну'ман I ибн Имру аль-Кайс, царь (390 — 418)
- Паган — Кьяунг Ту Ит, король[англ.] (387 — 412)
- Персия (Сасаниды) — Йездигерд I, шахиншах (399 — 421)
- Раджарата — Упатисса I, король (370 — 412)
- Тарума — Пурнаварман, царь (395 — 434)
- Тогон — Мужун Шулогань, правитель (405 — 417)
- Тямпа — Фам Хо Дат, князь (ок. 399 — 413)
- Фунань — Каундинья II, король (400 — 430)
- Химьяр — Дара'мар Айман II, царь (375 — 410)
- Япония — Хандзей, император (406 — 410)

## Европа
- Англия:
  - Думнония — Гворемор ап Гадеон, король (405 — 415)
  - Эбрук — Коэль Старый, король (383 — 420)
- Арморика — Градлон Великий, герцог (395 — 434)
- Бургунды — Гундомар I, король (407 — 411)
- Вандалы — Гундерих, король (407 — 428)
- Вестготы — Аларих I, король (382 — 410)
- Восточная Римская (Византийская) империя:
  - Феодосий II, император (408 — 450)
  - Антемий, регент (408 — 414)
- Гунны:
  - Улдин, царь (390 — 410)
  - Донат, царь (390 — 412)
- Дивед — Эднивед ап Анун, король (400 — 410)
- Западная Римская империя:
  - Гонорий, император (395 — 423)
  - Константин III, император-узурпатор (407 — 411)
- Ирландия — Нат И, верховный король (405 — 428)
  - Коннахт — Нат И, король (405 — ок. 456)
  - Лейнстер — Брессал Белах мак Фиахад Байхед, король (ок. 392 — 436)
  - Мунстер — Коналл Корк, король (390 — 420)
- Папский престол — Иннокентий I, папа римский (401 — 417)
- Свевы — Хермерих, король (409 — 438)

## Галерея
- Чандрагупта II 
 380—415 
 Махараджа Гупты
- Аларих I 
 382—410 
 Король вестготов
- Гонорий 
 395—423 
 Римский император
- Йездигерд I 
 399—421 
 Шахиншах Персии
- Врамшапух 
 389—414 
 Царь Великой Армении
- Лю Юй 
 404—419 
 Фактический правитель империи Восточная Цзинь